# Mantispa bicolor
Mantispa bicolor is een insect uit de familie van de Mantispidae, die tot de orde netvleugeligen (Neuroptera) behoort. 
Mantispa bicolor is voor het eerst wetenschappelijk beschreven door Stitz in 1913.